# Lecananthus erubescens
Lecananthus erubescens är en måreväxtart som beskrevs av William Jack. Lecananthus erubescens ingår i släktet Lecananthus och familjen måreväxter. Inga underarter finns listade i Catalogue of Life.